# Luxemburger Filmpreis 2009
Der 4. Luxemburger Filmpreis wurde am 4. Dezember 2009 auf der State Lux Expo verliehen. Durch den Abend führten Max Hochmuth und Fred Neuen. Bei der Zeremonie, bei der auch die Rockgruppe Eternal Tango auftrat, waren 800 Menschen anwesend.

## Jury und Auswahl
Boyd van Hoeij, Viviane Reding, Nico Simon, Klaus Peter Weber, Frank Wilhelm und Dan Wiroth saßen in der Jury von Jurypräsidentin Désirée Nosbusch.
53 Filme wurden ausgewählt, darunter 15 Kurzfilme, 18 Koproduktionen, 3 luxemburgische Spielfilme, 10 Dokumentarfilme und 7 Animationsfilme. Darüber hinaus waren rund 100 Luxemburger bzw. Einwohner im Rennen um die Preise für die besten künstlerischen und technischen Beiträge.
Um ihr handwerkliches Können und ihre Kreativität zu würdigen, beschloss die Jury, einen nicht vorgesehenen Sonderpreis an die Dekorateurin Christina Schaffer zu vergeben. Bereits 2005 erhielt sie einen ersten Filmpreis.

## Preisträger
- Bester luxemburgischer Film:
  - Bester Spielfilm: House of Boys von Jean-Claude Schlim
  - Bester Dokumentarfilm: Entrée d'artistes von Andy Bausch
- Bester Kurzfilm: Routine von Saesa Kiyokawa
- Beste Koproduktion: Bride Flight von Ben Sombogaart (koproduziert von Samsa Film)
- Bester Animationsfilm:
  - Spielfilm: Panique au village von Stéphane Aubier und Vincent Patar
  - Kurzfilm: Le viel homme dans le brouillard von Thierry Schiel
- Bester künstlerischer Beitrag: Beryl Koltz und Armand Strainchamps (Regie und Drehbuch) von Diddeleng – 100 Joer, 100 Gesiichter
- Bester technischer Beitrag: Carlo Thiel für seine Kameraarbeit bei House of Boys
- Publikumspreis: InThierryView von Andy Bausch
- Sonderpreis der Jury für den Dekorateur Christina Schaffer.